# Cenchrea maorica
Cenchrea maorica är en insektsart som först beskrevs av George Willis Kirkaldy 1909.  Cenchrea maorica ingår i släktet Cenchrea och familjen Derbidae. Inga underarter finns listade i Catalogue of Life.